# Bai Xue
Bai Xue, 白雪, (?, Heilongjiang, 13 december 1988) is een Chinese atlete, die gespecialiseerd is in de lange afstand. Ze werd wereldkampioene op de marathon.

## Loopbaan
In 2005 won Bai op de Aziatische kampioenschappen in Incheon de 5000 m en de 10.000 m. Twee jaar later werd ze op achttienjarige leeftijd derde op pre-olympische marathon van Peking in 2:27.45 en in 2008 tweede op de marathon van Xiamen in 2:23.27.
Op de wereldkampioenschappen van 2009 in Berlijn veroverde Bai Xue op de marathon de gouden medaille. Met een tijd van 2:25.15 bleef ze de Japanse Yoshimi Ozaki en de Ethiopische Aselefech Mergia respectievelijk tien en zeventien seconden voor.

## Titels
- Wereldkampioene marathon - 2009
- Aziatisch kampioene 5000 m - 2005
- Aziatisch kampioene 10.000 m - 2005
- Kampioene Chinese Nationale Spelen 10.000 m - 2009

## Persoonlijke records
Baan
| Onderdeel | Prestatie | Datum           | Plaats |
| --------- | --------- | --------------- | ------ |
| 1500 m    | 4.24,51   | 10 april 2004   | Yichun |
| 3000 m    | 9.16,32   | 12 april 2004   | Yichun |
| 5000 m    | 15.09,84  | 31 oktober 2007 | Wuhan  |
| 10.000 m  | 31.17,62  | 26 oktober 2009 | Jinan  |

Weg
| Onderdeel | Prestatie | Datum          | Plaats |
| --------- | --------- | -------------- | ------ |
| 30 km     | 1:41.10   | 25 april 2010  | Londen |
| marathon  | 2:23.27   | 5 januari 2008 | Xiamen |

## Palmares

### 5000 m
- 2004:  Chinese kamp. in Shijiazhuang - 15.39,87
- 2005:  Chinese Warm-Up Meeting in Yichun - 15.39,57
- 2005:  Aziatische kamp. in Incheon - 15.40,89
- 2006:  Chinese Championships- Heat 2 in Shijiazhuang - 16.27,47
- 2006: 9e Chinese kamp. in Shijiazhuang - 15.51,35
- 2006: 4e WJK in Peking - 15.37,12
- 2007:  Chinese kamp. in Shijiazhuang - 15.45,10
- 2007:  Chinese National Grand Prix Final in Urumqi - 15.35,46
- 2007: 5e City Spelen in Wuhan - 15.09,84
- 2008:  Good Luck Beijing China Athletics Open in Peking - 15.46,19
- 2008:  Chinese National Grand Prix in Luohe - 16.04,48
- 2008:  Chinese kamp. in Shijiazhuang - 15.32,25
- 2009:  Chinese kamp. in Suzhou - 15.37,07
- 2009:  Chinese National Grand Prix in Jinan - 17.11,16
- 2012:  National Grand Prix in Wuhan - 16.01,96

### 10.000 m
- 2005:  Chinese Warm-Up Meeting in Yichin - 32.55,24
- 2005: 12e Chinese Women's kamp. in Changsha - 34.54,54
- 2005:  Aziatische kamp. in Incheon - 33.34,74
- 2005: 4e Chinese Spelen in Nanjing - 31.28,88
- 2007: 5e Chinese WK Trials in Suzhou - 32.51,26
- 2007:  Chinese kamp. in Shijiazhuang - 33.33,49
- 2007: 4e Chinese National Grand Prix Final in Urumqi - 33.10,30
- 2007: 4e City Spelen in Wuhan - 31.32,49
- 2008:  Good Luck Beijing China Athletics Open in Peking - 31.40,38
- 2008: 21e OS in Peking - 32.20,27
- 2008:  Chinese National Grand Prix in Luohe - 33.18,43
- 2008:  Chinese kamp. in Shijiazhuang - 32.30,79
- 2009:  Chinese kamp. in Suzhou - 33.09,90
- 2009:  Chinese Spelen in Jinan - 31.17,62
- 2009:  Aziatische kamp. in Guangzhou - 34.11,14
- 2010:  Chinese kamp. in Jinan - 32.53,24
- 2012:  National Grand Prix in Wuhan - 33.34,42

### marathon
- 2003: 8e marathon van Peking - 2:37.07
- 2004:  Aziatische kamp. in Seoel - 2:42.21
- 2007:  marathon van Zhengzhou - 2:33.51
- 2007:  marathon van Peking - 2:27.45
- 2008:  marathon van Xiamen - 2:23.27
- 2008:  marathon van Zhengzhou - 2:33.53
- 2008:  marathon van Peking - 2:26.27
- 2008: 4e marathon van Shanghai - 2:37.40
- 2009: 7e marathon van Dalian - 2:40.04
- 2009: 13e marathon van Nagoya - 2:35.17
- 2009:  WK in Berlijn - 2:25.15
- 2009:  marathon van Peking - 2:34.49
- 2010: 5e marathon van Londen - 2:25.18
- 2012: 29e marathon van Chongqing - 2:43.27

### veldlopen
- 2005: 39e WK junioren - 22.53

1983 Grete Waitz ·
1987 Rosa Mota ·
1991 Wanda Panfil ·
1993 Junko Asari ·
1995 Manuela Machado ·
1997 Hiromi Suzuki ·
1999 Jong Song-ok ·
2001 Lidia Şimon ·
2003 Catherine Ndereba ·
2005 Paula Radcliffe ·
2007 Catherine Ndereba ·
2009 Bai Xue ·
2011 Edna Kiplagat ·
2013 Edna Kiplagat ·
2015 Mare Dibaba ·
2017 Rose Chelimo ·
2019 Ruth Chepngetich ·
2022 Gotytom Gebreslase ·
2023 Amane Beriso Shankule